# Dicranomyia (Dicranomyia) contraria
Dicranomyia (Dicranomyia) contraria is een tweevleugelige uit de familie steltmuggen (Limoniidae). De soort komt voor in het Afrotropisch gebied.